# Lake Madison (Dakota del Sur)
Lake Madison es un lugar designado por el censo ubicado en el condado de Lake en el estado estadounidense de Dakota del Sur. Según el censo de 2020, tiene una población de 829 habitantes.

## Geografía
Lake Madison está ubicada en las coordenadas 43°57′18″N 97°1′36″O / 43.95500, -97.02667 (43.955116, -97.026614).  Según la Oficina del Censo de los Estados Unidos, Lake Madison tiene una superficie total de 23.58 km², de la cual 12.23 km² corresponden a tierra firme y 11.35 km² son agua.

## Demografía
Según el censo de 2020, hay 829 personas residiendo en Lake Madison. La densidad de población es de 67,8 hab./km². El 97.35% de los habitantes son blancos, el 0.12% es isleño del Pacífico y el 2.53% son de una mezcla de razas. Del total de la población, el 0.24% son hispanos o latinos de cualquier raza.